# Villers-Bocage Communal Cemetery Extension
Villers-Bocage Communal Cemetery Extension is een begraafplaats gelegen in de Franse plaats Villers-Bocage (Somme). De militaire graven worden onderhouden door de Commonwealth War Graves Commission.
De begraafplaats telt 62 geïdentificeerde Gemenebest graven, waarvan 60 uit de Eerste Wereldoorlog en 2 uit de Tweede Wereldoorlog.